# Serie B 2007-2008 (hockey su pista)
La Serie B 2007-2008 è il torneo di terzo livello del campionato italiano di hockey su pista per la stagione 2007-2008. La competizione è iniziata il 9 dicembre 2007 e si è conclusa l'11 maggio 2008.
A vincere il torneo è stata la seconda squadra del Follonica. A essere promosse in Serie A2 sono state il Follonica e la seconda squadra dell'Amatori Lodi.

## Stagione

### Formula
Le 39 squadre partecipanti sono state divise in cinque gironi territoriali (due gironi da 9 club, un girone da 7, uno da 10 e uno da 4) che si sono svolti con la formula del girone all'italiana con gare di andata e ritorno. Al termine le prime classificate si sono qualificate per le final eight disputate con la formula dell'eliminazione diretta.

## Prima Fase

### Girone A

#### Squadre partecipanti
| Club                | Città               | Impianto                       |
| ------------------- | ------------------- | ------------------------------ |
| Agrate Brianza      | Agrate Brianza (MB) | Centro Sportivo Santa Caterina |
| Amatori Lodi (B)    | Lodi                | PalaCastellotti                |
| Amatori Vercelli    | Vercelli            | PalaPregnolato                 |
| ASH Lodi (B)        | Lodi                | PalaCastellotti                |
| Monza e Brianza     | Monza               | PalaRovagnati di Biassono (MB) |
| Novara (B)          | Novara              | Palasport Dal Lago             |
| Roller Novara       | Novara              | Palasport Dal Lago             |
| Rotellistica 93 (B) | Novara              | Palasport Dal Lago             |
| Seregno (B)         | Seregno (MB)        | PalaSomaschini                 |

#### Classifica finale
|  | Pos. | Squadra             | Pt | G  | V  | N | P  | GF  | GS  | DR   |
|  | ---- | ------------------- | -- | -- | -- | - | -- | --- | --- | ---- |
|  | 1.   | Amatori Lodi (B)    | 46 | 16 | 15 | 1 | 0  | 137 | 44  | +93  |
|  | 2.   | Monza e Brianza     | 35 | 16 | 11 | 2 | 3  | 107 | 78  | +29  |
|  | 3.   | Seregno (B)         | 28 | 15 | 9  | 1 | 5  | 100 | 56  | +44  |
|  | 4.   | Roller Novara       | 24 | 15 | 8  | 0 | 7  | 131 | 107 | +24  |
|  | 5.   | Agrate Brianza      | 22 | 16 | 7  | 1 | 8  | 102 | 82  | +20  |
|  | 6.   | Novara (B)          | 22 | 15 | 7  | 1 | 7  | 96  | 109 | -13  |
|  | 7.   | ASH Lodi (B)        | 18 | 15 | 5  | 3 | 7  | 79  | 81  | -2   |
|  | 8.   | Amatori Vercelli    | 4  | 15 | 1  | 1 | 13 | 70  | 130 | -60  |
|  | 9.   | Rotellistica 93 (B) | 3  | 15 | 1  | 0 | 14 | 52  | 187 | -135 |

Legenda:
  Qualificato alle final eight.
Note:
Tre punti a vittoria, uno per il pareggio, zero a sconfitta.
In caso di arrivo di due o più squadre a pari punti, la graduatoria finale verrà stilata secondo la classifica avulsa tra le squadre interessate che prevede, in ordine, i seguenti criteri:
- Punti negli scontri diretti
- Differenza reti negli scontri diretti
- Differenza reti generale
- Reti realizzate in generale
- Sorteggio

### Girone B

#### Squadre partecipanti
| Club                  | Città                    | Impianto                                |
| --------------------- | ------------------------ | --------------------------------------- |
| Amatori Reggio Emilia | Reggio Emilia            |                                         |
| Modena                | Modena                   | PalaMolza                               |
| Correggio (B)         | Correggio (RE)           | Palasport Dorando Pietri                |
| La Mela (B)           | Castelnuovo Rangone (MO) | Palaroller                              |
| G.Pico Mirandola      | Mirandola (MO)           | Palazzetto dello sport Marco Simoncelli |
| G.Pico Mirandola (B)  | Mirandola (MO)           | Palazzetto dello sport Marco Simoncelli |
| Scandianese           | Scandiano (RE)           | PalaRegnani                             |
| Roller Suzzara        | Suzzara (MN)             |                                         |
| Villa d'Oro Modena    | Modena                   | PalaMolza                               |

#### Classifica finale
|  | Pos. | Squadra               | Pt | G  | V  | N | P  | GF  | GS  | DR  |
|  | ---- | --------------------- | -- | -- | -- | - | -- | --- | --- | --- |
|  | 1.   | Scandianese           | 43 | 16 | 14 | 1 | 1  | 145 | 49  | +96 |
|  | 2.   | G.Pico Mirandola      | 41 | 16 | 13 | 2 | 1  | 127 | 48  | +79 |
|  | 3.   | Amatori Reggio Emilia | 40 | 16 | 13 | 1 | 2  | 107 | 60  | +47 |
|  | 4.   | Modena                | 28 | 16 | 9  | 1 | 6  | 73  | 59  | +14 |
|  | 5.   | Villa d'Oro Modena    | 21 | 16 | 7  | 0 | 9  | 50  | 71  | -21 |
|  | 6.   | Roller Suzzara        | 16 | 16 | 5  | 1 | 10 | 50  | 79  | -29 |
|  | 7.   | Correggio (B)         | 15 | 16 | 5  | 0 | 11 | 52  | 94  | -42 |
|  | 8.   | G.Pico Mirandola (B)  | 9  | 16 | 3  | 0 | 13 | 57  | 108 | -51 |
|  | 9.   | La Mela (B)           | 0  | 16 | 0  | 0 | 16 | 50  | 143 | -93 |

Legenda:
  Qualificato alle final eight.
Note:
Tre punti a vittoria, uno per il pareggio, zero a sconfitta.
In caso di arrivo di due o più squadre a pari punti, la graduatoria finale verrà stilata secondo la classifica avulsa tra le squadre interessate che prevede, in ordine, i seguenti criteri:
- Punti negli scontri diretti
- Differenza reti negli scontri diretti
- Differenza reti generale
- Reti realizzate in generale
- Sorteggio

### Girone C

#### Squadre partecipanti
| Club                | Città                          | Impianto              |
| ------------------- | ------------------------------ | --------------------- |
| Castiglione         | Castiglione della Pescaia (GR) | Pala Casa Mora        |
| CGC Viareggio (B)   | Viareggio (LU)                 | PalaBarsacchi         |
| Follonica (B)       | Follonica (GR)                 | Pista Armeni          |
| Forte dei Marmi (B) | Forte dei Marmi (LU)           | PalaForte             |
| Mens Sana Siena     | Siena                          | Engels Lambardi       |
| Prato Primavera (B) | Prato                          | PalaRogai             |
| Sarzana (B)         | Sarzana (SP)                   | Pista Vecchio Mercato |

#### Classifica finale
|  | Pos. | Squadra             | Pt | G  | V  | N | P | GF | GS | DR  |
|  | ---- | ------------------- | -- | -- | -- | - | - | -- | -- | --- |
|  | 1.   | Follonica (B)       | 31 | 12 | 10 | 1 | 1 | 76 | 35 | +41 |
|  | 2.   | Forte dei Marmi (B) | 25 | 12 | 8  | 1 | 3 | 73 | 54 | +19 |
|  | 3.   | Castiglione         | 22 | 12 | 7  | 1 | 4 | 67 | 60 | +7  |
|  | 4.   | Sarzana (B)         | 13 | 12 | 3  | 4 | 5 | 51 | 55 | -4  |
|  | 5.   | CGC Viareggio (B)   | 12 | 12 | 3  | 3 | 6 | 73 | 67 | +6  |
|  | 6.   | Mens Sana Siena     | 10 | 12 | 3  | 1 | 8 | 36 | 72 | -36 |
|  | 7.   | Prato Primavera (B) | 7  | 12 | 2  | 1 | 9 | 38 | 71 | -33 |

Legenda:
  Qualificato alle final eight.
Note:
Tre punti a vittoria, uno per il pareggio, zero a sconfitta.
In caso di arrivo di due o più squadre a pari punti, la graduatoria finale verrà stilata secondo la classifica avulsa tra le squadre interessate che prevede, in ordine, i seguenti criteri:
- Punti negli scontri diretti
- Differenza reti negli scontri diretti
- Differenza reti generale
- Reti realizzate in generale
- Sorteggio

### Girone D

#### Squadre partecipanti
| Club                  | Città                      | Impianto     |
| --------------------- | -------------------------- | ------------ |
| Bassano 54 (B)        | Bassano del Grappa (VI)    | PalaSind     |
| Breganze (B)          | Breganze (VI)              | PalaFerrarin |
| Gorizia               | Gorizia                    |              |
| Marzotto Valdagno (B) | Valdagno (VI)              | PalaLido     |
| Montecchio M.         | Montecchio Maggiore (VI)   |              |
| Montecchio P.         | Montecchio Precalcino (VI) | PalaVaccari  |
| Pordenone 2004        | Pordenone                  | PalaMarrone  |
| Roller Bassano (B)    | Bassano del Grappa (VI)    | PalaDue      |
| Trissino (B)          | Trissino (VI)              | PalaDante    |
| Villach               | Villaco                    |              |

#### Classifica finale
|  | Pos. | Squadra               | Pt | G  | V  | N | P  | GF  | GS  | DR   |
|  | ---- | --------------------- | -- | -- | -- | - | -- | --- | --- | ---- |
|  | 1.   | Marzotto Valdagno (B) | 42 | 18 | 14 | 0 | 4  | 115 | 63  | +52  |
|  | 2.   | Bassano 54 (B)        | 40 | 18 | 13 | 1 | 4  | 80  | 46  | +34  |
|  | 3.   | Breganze (B)          | 40 | 18 | 13 | 1 | 4  | 122 | 72  | +50  |
|  | 4.   | Trissino (B)          | 34 | 18 | 11 | 1 | 6  | 112 | 83  | +29  |
|  | 5.   | Montecchio P.         | 33 | 18 | 11 | 0 | 7  | 101 | 65  | +36  |
|  | 6.   | Roller Bassano (B)    | 30 | 18 | 10 | 0 | 8  | 72  | 58  | +14  |
|  | 7.   | Pordenone 2004        | 26 | 18 | 8  | 2 | 8  | 98  | 79  | +19  |
|  | 8.   | Villach               | 12 | 18 | 4  | 0 | 14 | 73  | 169 | -96  |
|  | 9.   | Montecchio M.         | 6  | 18 | 2  | 0 | 16 | 71  | 108 | -37  |
|  | 10.  | Gorizia               | 4  | 18 | 1  | 1 | 16 | 55  | 156 | -101 |

Legenda:
  Qualificato alle final eight.
Note:
Tre punti a vittoria, uno per il pareggio, zero a sconfitta.
In caso di arrivo di due o più squadre a pari punti, la graduatoria finale verrà stilata secondo la classifica avulsa tra le squadre interessate che prevede, in ordine, i seguenti criteri:
- Punti negli scontri diretti
- Differenza reti negli scontri diretti
- Differenza reti generale
- Reti realizzate in generale
- Sorteggio

### Girone E

#### Squadre partecipanti
| Club                    | Città           | Impianto       |
| ----------------------- | --------------- | -------------- |
| AFP Giovinazzo Pol. (B) | Giovinazzo (BA) | PalaPansini    |
| CRESH Eboli             | Eboli (SA)      | PalaDirceu     |
| Molfetta (B)            | Molfetta (BA)   | PalaFiorentini |
| Roller Salerno          | Salerno         | PalaTulimieri  |

#### Classifica finale
|  | Pos. | Squadra                 | Pt | G  | V | N | P | GF | GS | DR  |
|  | ---- | ----------------------- | -- | -- | - | - | - | -- | -- | --- |
|  | 1.   | Roller Salerno          | 29 | 12 | 9 | 2 | 1 | 55 | 30 | +25 |
|  | 2.   | CRESH Eboli             | 20 | 12 | 6 | 2 | 4 | 51 | 53 | -2  |
|  | 3.   | AFP Giovinazzo Pol. (B) | 11 | 12 | 3 | 2 | 7 | 63 | 64 | -1  |
|  | 4.   | Molfetta (B)            | 8  | 12 | 2 | 2 | 8 | 48 | 70 | -22 |

Legenda:
  Qualificato alle final eight.
Note:
Tre punti a vittoria, uno per il pareggio, zero a sconfitta.
In caso di arrivo di due o più squadre a pari punti, la graduatoria finale verrà stilata secondo la classifica avulsa tra le squadre interessate che prevede, in ordine, i seguenti criteri:
- Punti negli scontri diretti
- Differenza reti negli scontri diretti
- Differenza reti generale
- Reti realizzate in generale
- Sorteggio

## Final Eight
Le Final Eight del campionato di serie B 2007-2008 sono state disputate presso il Palasport Dal Lago di Novara dal 10 all'11 maggio 2008.
|  | Quarti di finale | Quarti di finale | Quarti di finale |                  |                   | Semifinali       | Semifinali | Semifinali |  |  | Finale | Finale        | Finale |
|  |                  |                  |                  |                  |                   |                  |            |            |  |  |        |               |        |
|  | 1C               | Follonica (B)    | 5                |                  |                   |                  |            |            |  |  |        |               |        |
|  | 2A               | G.Pico Mirandola | 1                |                  |                   |                  |            |            |  |  |        |               |        |
|  | 2A               | G.Pico Mirandola | 1                |                  | 1C                | Follonica (B)    | 5          |            |  |  |        |               |        |
|  |                  |                  |                  |                  | 1C                | Follonica (B)    | 5          |            |  |  |        |               |        |
|  |                  | 1B               | Scandianese      | 3                |                   |                  |            |            |  |  |        |               |        |
|  | 1B               | 1B               | Scandianese      | 3                | Scandianese       | 4                |            |            |  |  |        |               |        |
|  | 1B               |                  |                  |                  | Scandianese       | 4                |            |            |  |  |        |               |        |
|  | 1E               | Roller Salerno   | 2                |                  |                   |                  |            |            |  |  |        |               |        |
|  |                  |                  |                  |                  |                   |                  |            |            |  |  | 1C     | Follonica (B) | 3      |
|  |                  |                  | 1A               | Amatori Lodi (B) | 2                 |                  |            |            |  |  |        |               |        |
|  | 1A               | Amatori Lodi (B) | 5                |                  |                   |                  |            |            |  |  |        |               |        |
|  | 2D               | Bassano 54 (B)   | 1                |                  |                   |                  |            |            |  |  |        |               |        |
|  | 2D               | Bassano 54 (B)   | 1                |                  | 1A                | Amatori Lodi (B) | 2          |            |  |  |        |               |        |
|  |                  |                  |                  |                  | 1A                | Amatori Lodi (B) | 2          |            |  |  |        |               |        |
|  |                  | 2A               | Monza e Brianza  | 1                |                   |                  |            |            |  |  |        |               |        |
|  | 1D               | 2A               | Monza e Brianza  | 1                | Marzotto Valdagno | 3                |            |            |  |  |        |               |        |
|  | 1D               |                  |                  |                  | Marzotto Valdagno | 3                |            |            |  |  |        |               |        |
|  | 2A               | Monza e Brianza  | 4                |                  |                   |                  |            |            |  |  |        |               |        |

## Coppa di Lega di Serie B

### Tabellone fase finale
|  | Semifinali       | Semifinali       | Semifinali   |              |             | Finale      | Finale | Finale |  |
|  |                  |                  |              |              |             |             |        |        |  |
|  | Castiglione      | Castiglione      | 10           |              |             |             |        |        |  |
|  | Castiglione      | Castiglione      | 10           |              |             |             |        |        |  |
|  | Agrate Brianza   | Agrate Brianza   | 2            |              |             |             |        |        |  |
|  | Agrate Brianza   | Agrate Brianza   | 2            |              | Castiglione | Castiglione | 7      |        |  |
|  |                  |                  |              |              | Castiglione | Castiglione | 7      |        |  |
|  |                  |                  | Trissino (B) | Trissino (B) | 2           |             |        |        |  |
|  | Trissino (B)     | Trissino (B)     | Trissino (B) | Trissino (B) | 2           | 3           |        |        |  |
|  | Trissino (B)     | Trissino (B)     |              |              |             |             |        |        |  |
|  | Roller Scandiano | Roller Scandiano | 2            |              |             |             |        |        |  |